# Pop (musique)
Pour les articles homonymes, voir Pop.
Ne doit pas être confondu avec Musique populaire.
 (novembre 2016).
Si vous disposez d'ouvrages ou d'articles de référence ou si vous connaissez des sites web de qualité traitant du thème abordé ici, merci de compléter l'article en donnant les références utiles à sa vérifiabilité et en les liant à la section « Notes et références ».
Sous-genres
Pop baroque, dance-pop, electro pop, Europop, pop indépendante, jangle pop, pop psychédélique, power pop, synthpop, sunshine pop, teen pop, Britpop, country pop, girl group, J-pop, K-pop, C-pop, T-pop, pop latino, pop folk, pop rock, pop punk, pop metal, pop alternative, art pop, pop expérimentale, avant-pop, afropop, pop progressive, emo pop, blue-eyed soul
Genres dérivés
disco, new wave, folk rock, enka, emo
Genres associés
rock, folk, rhythm and blues, variété, dance, disco, soul, ballade, rock'n'roll, musique populaire, musique contemporaine
La musique pop (ou simplement la pop) est un genre musical, apparu au milieu du 20e siècle au Royaume-Uni et aux États-Unis, où cette musique populaire (« popular music ») est vite qualifiée de « pop music ». 
Au début, dans les années 1950 et 1960, la musique pop englobe le rock and roll et les styles orientés jeunesse[évasif]. Ce n'est qu'à la fin des années 1960 que le terme « pop » qualifie une musique dite plus « commerciale », se concentrant sur des mélodies accrocheuses et une idée d'accessibilité, et prenant souvent la forme de morceaux courts et « dansants ». Son évolution doit beaucoup à l'apparition de l'enregistrement sonore à pistes multiples, vers la fin des années 1960, et à celle du synthétiseur, dans les années 1970 et 1980.

## Origines

Les Beatles en 1964, lors de leur tournée aux États-Unis.

Le terme « chanson pop » (pop song en anglais) est apparu pour la première fois en Angleterre en 1926 pour indiquer qu'une pièce de musique avait un certain aspect attirant. Le terme « musique pop » (« pop music ») est développé en Angleterre vers 1955 pour décrire le rock 'n' roll et les nouveaux styles musicaux des jeunes qui ont été influencés par celui-ci.
Par la suite, le terme « pop » (parfois « pop rock ») désigne un sous-genre apparu dans les années 1950-1960. Le rock 'n' roll évolue alors pour se subdiviser en deux branches principales, le rock plus fidèle aux racines blues dont il est issu et la pop qui met plus l'accent sur les mélodies et les harmonies vocales. On peut de ce point de vue considérer que la pop connaît sa maturité avec l'avènement des Beatles. Les représentants les plus emblématiques de la branche rhythm and blues étaient les Rolling Stones (qui sur le tard reprirent cependant l'étiquette rock 'n roll).
La pop, expression issue de l'anglais « popular music » (« musique populaire »), s'est donc petit à petit distinguée comme un sous-genre du rock, dans les années 1960. Si on considère que les Beatles ont créé ou au moins amené la musique pop, alors il s'agit d'une transformation adoucie et plus pétillante du rock 'n' roll. Le premier album sera Rubber Soul, toutefois précédé de quelques chansons de l'album Help!, où figure notamment Yesterday.
En France, Serge Gainsbourg était considéré à ses débuts comme un chanteur de variétés et non de musique pop à l'époque de La Javanaise ou du Poinçonneur des Lilas. Ses chansons commencèrent à être cataloguées dans la pop à partir de créations comme Qui est « in » qui est « out » en 1966, année qui voit émerger les artistes de la pop française des années 1960.
Après 1967, le terme « musique pop » est de plus en plus utilisé pour désigner un rock « soft », par opposition au rock traditionnellement plus énergique. La musique rock était perçue comme plus grave et avec des buts plus élevés, alors que la musique pop était perçue comme plus éphémère, axée sur les sentiments et plus accessible. Selon le sociologue de musique anglaise, Simon Frith, la musique pop est souvent produite à des fins commerciales, non à des fins artistiques ; elle est aussi créée pour être accessible à tout le monde. La musique pop est créée par les grandes compagnies, par les musiciens eux-mêmes. Ce point de vue est néanmoins discutable en regard des innombrables groupes pop qui n'ont jamais percé, et des nombreux autres, signés sur de petits labels indépendants (Mojave 3, Big Star, Yo La Tengo, etc.) restés confidentiels, loin des « majors » (grandes maisons de disques) et des artistes formatés et dynamisés par des campagnes commerciales. Ainsi, le terme « musique pop » en français, ne correspond pas à l'anglais « pop music », ce dernier recouvrant tout ce qui est commercial et populaire.
Les interprètes pop les plus connus sont Michael Jackson appelé « King of Pop » par les anglophones ou encore Madonna, appelée « Queen of Pop », Britney Spears surnommée « Princess of Pop » et Justin Timberlake, surnommé « Prince of Pop ». Pourtant, leur style musical est très différent de la musique pop des Beatles, The Beach Boys, Blur, Elton John, Oasis, Love, Coldplay, Radiohead, Red Hot Chili Peppers, Breeders ou Arctic Monkeys. Ces derniers rejoignent le genre pop rock, une version plus douce et mélancolique du rock.

## Histoire
La musique pop s'inclut dans un mouvement de masse, dans lequel, et dès les années 1950, les industriels prennent en compte le pouvoir d'achat des adolescents, en leur fournissant, dans l'acception mercantile du concept d'identité, clubs où danser, tee-shirts et blousons de cuir pour se vêtir, motos pour se déplacer, plus tard tableaux à accrocher au mur ou sculptures à contempler, films à visionner, et musique pour se retrouver. À l'origine (i.e. dans les années 1950), la pop désigne en Amérique l'ensemble des musiques populaires (l'étiquette est alors en France de musique dite « de variété »). Mais la particularité essentielle de ce style musical reste en fait l'absorption de tous les autres genres : la pop music se nourrit de diverses racines, telles le rhythm and blues, le jazz, le folk, le blues, la soul, le funk, la musique légère (comme l’opérette, ou le vaudeville), la musique ancienne et classique, la techno, ou les musiques extra européennes (et en particulier la musique latine).
La pop a également intégré une instrumentation extraordinairement variée : à partir de la configuration basique du rock 'n' roll (guitare, contrebasse ou basse, batterie, voire, piano et saxophone), elle y adjoint en premier lieu à peu près tous les pupitres de l’orchestre symphonique (vents, cuivres, percussions et cordes). Puis, après avoir enrichi les sonorités de la guitare de diverses pédales d’effet (sustain, wah wah…), et les progrès technologiques aidant, elle se pare de claviers aux sonorités très diverses (mellotron, synthétiseur, piano électrique, vocoder, sequencer, etc.). Enfin, la pop, à l’instar de la musique contemporaine, a approché les studios d’enregistrement comme des instruments de musique supplémentaires à part entière, agrémentant sa palette sonore par l’usage de filtres, effets de distorsion ou de saturation, écho, réverbération, etc.
La musique pop a par la suite apporté une rythmique dansante et légère qui se base beaucoup sur les instruments électroniques (les synthétiseurs et autres boites à rythmes) et numériques (des drum machines Roland) et les effets électroniques surtout marqués à partir de la fin des années 1970 et au début dans les années 1980 avec l'influence anglo-américaine de groupes et artistes issus du courant new wave.
Mais l’originalité majeure de la pop est d'être la première expression musicale définie en amont par un média : la nature de la pop est en effet d’être accessible au public le plus large possible, donc diffusée en radio, ce qui affecte à ses débuts son tempo (souvent proche du battement du cœur humain), sa durée (en moyenne trois minutes, avec quelques notables exceptions, tel le Hey Jude des Beatles, de plus de sept minutes), son débit et sa richesse harmonique (lent, et réduite), sa texture (soyeuse et policée), l’immédiateté de ses refrains (une chanson pop est généralement construite sur le principe couplet-refrain-couplet-refrain-montée à la tierce (modulation médiantique)-refrain ad lib), et le caractère apparemment inoffensif de ses textes,,.

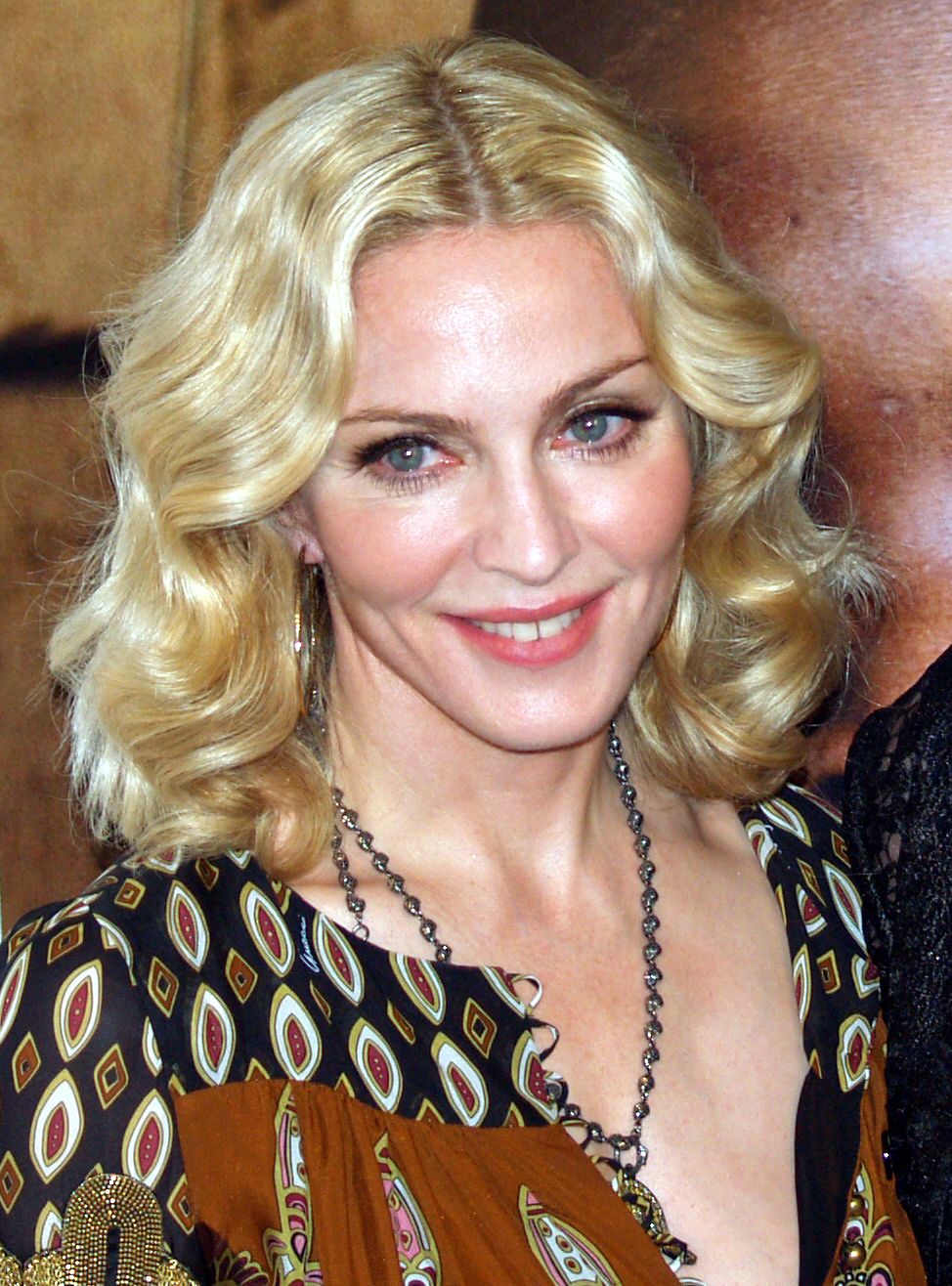
Madonna.

Au milieu des années 1990, les groupes britanniques Oasis, Pulp et Blur ont réussi à ré-insérer la guitare électrique dans la musique pop mainstream, formant le style britpop. À la même période, une nouvelle tendance se développe dans le milieu de la pop : les boys bands. Véritable phénomène de mode, ses représentants les plus célèbres sont Take That au Royaume-Uni et les Backstreet Boys aux États-Unis. Leur succès colossal permet à des groupes féminins d'émerger comme les Spice Girls et All Saints. Un des forts courants pop des années 1990 a été les chanteuses « à voix ». Des artistes comme Céline Dion, Mariah Carey, Whitney Houston, Toni Braxton sont aux sommets des palmarès et vendent des dizaines de millions d'albums. Ensuite, quelques-unes d'entre elles ont allié la pop plus dance à leur voix. Kelly Clarkson, Alicia Keys et Leona Lewis sont maintenant les représentantes de cette musique pop.
À l'aube du XXIe siècle, ces groupes et chanteurs à voix sont peu à peu supplantés par des artistes solo comme Michael Jackson, Beyoncé, Lady Gaga, Madonna, Britney Spears, Justin Timberlake, Taylor Swift, puis dans les années 2010, Bruno Mars, Ariana Grande, Rihanna, Mika (chanteur), Katy Perry, Shakira, Kesha, Adele, P!nk, Miley Cyrus, Selena Gomez, Dua Lipa, Lorde, Charli XCX, Ava Max, Bebe Rexha, Sabrina Carpenter, etc.